# Erica (zoologia)
Erica Peckham & Peckham, 1892 è un genere di ragni appartenente alla Famiglia Salticidae.

## Distribuzione
L'unica specie oggi nota di questo genere è stata rinvenuta nelle Americhe, precisamente nell'area compresa fra Panama e il Brasile.

## Tassonomia
Considerato un sinonimo anteriore di Apatita Mello-Leitão, 1933 a seguito di un lavoro dell'aracnologa Galiano del 1980.
A giugno 2011, si compone di una specie:
- Erica eugenia Peckham & Peckham, 1892[2] — da Panamá al Brasile